# Picoides arcticus
Picoides arcticus là một loài chim trong họ Picidae.